# Dríada (cómic)
Dríada (Callie Betto) es un personaje ficticio que aparece en los cómics publicados por Marvel Comics. Creado por Nunzio DeFilippis y Christina Weir, apareció por primera vez en New X-Men: Academia X # 1.

## Biografía ficticia del personaje
Dríada era hija del afamado artista mutante Giancarlo Betto y es un miembro del escuadrón de entrenamiento Los Corsarios junto con  Espectro,  Púa y los  Cucos de Stepford, que lideran el equipo. Ella aparece en Nuevos X-Men: Academia X # 2 como personaje secundario y en la fiesta. Saldrá en la portada junto a Anole y estará con los estudiantes que no luchan contra  La Mole tras la fiesta. Durante su estancia en el instituto, se hizo amiga de  Mercurio.

### Día M y muerte
A causa de la Bruja Escarlata y su magia en el Día M, Dríada pierde sus poderes. Subirá a un autobús con otros estudiantes en su misma situación para abandonar el Instituto Xavier muriendo cuando William Stryker dispare un misil contra el autobús, explotando este y matando a los estudiantes sin poderes que estaban a bordo.

## Poderes y habilidades
Dríada tenía la habilidad mutante para comunicarse con las plantas como una telépata mejor que con la gente, lo que le permitía manipular la vida vegetal. No tenía que tener una fuerte conexión para mantener activamente un enlace (una planta no puede conectar telepáticamente con una mente) para que se produjera la comunicación. Es por esta razón que ella rara vez utilizaba el poder y tendía a olvidarse de él a veces. La explicación que ella dio una vez, es que explicó que cuando una planta se comunica, no es como los seres humanos ni los animales, porque las plantas no tienen emociones. Ellas no pueden expresar el miedo, la emoción, la felicidad, etc. En su lugar, Callie explicó que las plantas "hablan" a través de sus sentidos. Por ejemplo, si una planta necesita agua Callie notará la humedad. Ella no se sentirá húmeda, sino que al saber lo que es la humedad por sus experiencias será capaz de entenderlo. Lo mismo sirve cuando Dríada habla con ellas. Ella sólo podía concentrarse en un "pensamiento" a la vez; por lo general los que ella entiende. Cuando ella no entendía (por ejemplo, si la planta estaba siendo matada por un determinado producto químico) solo podía ofrecer explicaciones vagas sobre el estado general de la planta o ella simplemente no tenía ni idea de lo que estaba pasando.
Callie podía acelerar, desacelerar o revertir el crecimiento de una planta en un radio de veinte pies. El tipo de crecimiento que se producía dependía de cada planta. Cuanto más pequeñas, menos complejas eran las plantas y crecerían muy rápidamente (por ejemplo las vides, las malas hierbas, flores, etc.) mientras que las plantas de mayor tamaño, como los árboles sólo podía controlar una parte de ellos. Podía crear una rama de un árbol para doblarla en un ángulo desde el mismo, ya fuera en paralelo al suelo o perpendicular a él, así como crear hojas, flores, frutas y hacerlas crecer. El crecimiento de un árbol entero era posible con mucho tiempo y concentración y ciertamente no en una sola sesión. Después del Día M Dríada perdió sus poderes.

## Versiones alternativas

### Demasiada información
En la historia "Demasiada información", Dríada aparece como uno de los futuros X-Men que explotan durante la misión de encontrar a los Infernales.